# الشيهانة العزاز
الشيهانة بنت صالح بن عبد الله العزاز، (1986 -) هي رئيس مجلس إدارة الهيئة السعودية للملكية الفكرية ومستشارًا في الديوان الملكي منذ 15 مايو 2024، ونائب الأمين العام لمجلس الوزراء السعودي منذ 3 يوليو 2022 حتى 15 مايو 2024، وهي من أوائل المحاميات السعوديات التي تُجاز من مجلس نيويورك.

## السيرة الذاتية
ولدت الشيهانة في الرياض، ودرست القانون في جامعة دورهام في المملكة المتحدة، وتخرجت فيها بشهادة البكالوريوس في الحقوق بمرتبة الشرف عام 2008.

## الحياة العملية
تلقت التدريب العملي على المحاماة في دبي والكويت، وجامعة نوتردام، وجامعة بوكوني في إيطاليا، والمعهد الدولي للتطوير الإداري التابع لكلية الأعمال في لوزان بسويسرا، ومعهد إنسياد للدراسات العليا.
عملت في إدارة الأعمال في فونتينبلو بفرنسا، وتعد من أوائل المحاميات السعوديات التي تُجاز من مجلس نيويورك، وبعد عودتها إلى السعودية عملت في شركة بالمحاماة في العاصمة الرياض، قبل أن تصبح مديرة العقود في صندوق الاستثمارات العامة في الرياض.
شغلت منصب مساعدة بشركة بيكر آند ميكنزي في الولايات المتحدة، ما بين عامي 2008 و2012، وشغلت منصب مساعدة أولى في شركة فينسون آند ال كينز، وذلك ما بين العامين 2012 إلى 2016، وشغلت منصب مستشارة قانونية في شركة فينسون آند ال كينز في الولايات المتحدة، في العام 2017. وشغلت منصب المستشارة القانونية والأمينة العامة لمجلس إدارة صندوق الاستثمارات العامة منذ العام 2018، وشغلت منصب عضو اللجنة الإدارية التنفيذية للصندوق نفسه.
وفي بداية انضمامها إلى صندوق الاستثمارات العامة، شغلت منصب مديرة الصفقات التجارية بإدارة الشؤون القانونية وذلك في العام 2017.
وحازت لقب «صانعة الصفقات» من قبل مجلة فاينانس موينثلي في المملكة المتحدة، في العام 2016.
حصلت على جائزة القانونية من قبل مجلة إنترناشيونال فاينانشيال لو ريفيو، وجائزة الشخصية النسائية، وذلك في العام 2019، واُختيرت في عام 2020 ضمن قائمة أقوى 100 سيدة أعمال من قبل مجلة فوربس الشرق الأوسط، وحصلت على جائزة نساء في القانون التجاري.